# Sorbus esserteauiana
Sorbus esserteauiana är en rosväxtart som beskrevs av Emil Bernhard Koehne. Sorbus esserteauiana ingår i släktet oxlar, och familjen rosväxter. Inga underarter finns listade i Catalogue of Life.